# Rivertime (musikalbum)
Rivertime är ett musikalbum från 2008 med jazzsångerskan Anna Christoffersson och kompositören och pianisten Steve Dobrogosz.

## Låtlista
All text och musik av Steve Dobrogosz.
1. Rivertime – 3'54
2. It Was Only Love – 4'58
3. Let Me Keep It in the Dark – 3'45
4. That Perfection – 6'51
5. Woman on the Wall – 3'24
6. Wishing Song – 4'23
7. Starlit – 5'08
8. Love Survives – 4'11
9. Your Sky Was Painted Blue – 4'29
10. Dry – 4'23
11. You're My Candle – 5'09
12. Roads – 4'34
13. Starlit (repris) – 3'45

## Medverkande
- Anna Christoffersson – sång
- Steve Dobrogosz – piano

## Recensioner
- Svenska Dagbladet 2008-09-24